# Ricardo Saúl Monreal
Ricardo Saúl Monreal Morales (sinh ngày 10 tháng 2 năm 2001) là một cầu thủ bóng đá người México thi đấu ở vị trí Tiền đạo cho Oaxaca.